# Демократическая лига Косова
Демократическая лига Косова (алб. Lidhja Demokratike e Kosovës) — политическая партия в Республике Косово.
Партия была основана группой местных интеллектуалов в 1989 году, вскоре после отмены Слободаном Милошевичем автономии края Косово и Метохия. Долгое время партия была самой популярной организацией, которая вела борьба за независимость края, однако после Косовского кризиса 1998—1999 годов, когда ДЛК по рекомендации США начала переговоры с Милошевичем о прекращении насилия, её популярность заметно упала.
Тем не менее, на парламентских выборах в крае 2004 года партия получила 45,4% голосов избирателей и 47 из 120 мест в парламенте. На выборах 2007 года партия получила 22,6% голосов избирателей и 25 мест. Отмечается, что не очень удачное для ДЛК выступление на выборах 2007 года было связано со смертью влиятельного лидера партии Ибрагима Руговы в январе 2006 года. Тем не менее, в 2007 году партия вошла в правящую коалицию вместе с Демократической партией Косова. Премьер-министром края (вскоре провозгласившего независимость) стал представитель ДПК Хашим Тачи. В октябре 2010 года ДЛК вышла из коалиции; 2 ноября парламент вынес вотум недоверия Хашиму Тачи. 
До 27 сентября 2010 года представитель партии Фатмир Сейдиу был президентом Республики Косово. 7 ноября 2010 года новым руководителем партии был избран мэр Приштины Иса Мустафа; на внутреннем голосовании он получил 235 голосов против 125 у Фатмира Сейдиу.
На парламентских выборах 2010 года партия получила 172 552 голоса (24,69 %) и 27 мест.
На парламентских выборах 2014 года партия получила 184 569 голоса (25,24 %) и 30 мест.
На парламентских выборах 2017 года партия получила 185 892 голоса (25,53 %) и 23 мест.
На парламентских выборах 2019 года партия получила 206 516 голоса (24,55 %) и 28 мест.
На парламентских выборах 2021 года партия получила 110 978 голоса (12,65 %) и 15 мест.